# قسم كاهشنغ الريفي (مقاطعة بيرجند)
قسم كاهشنغ الريفي (بالفارسية: دهستان کاهشنگ) هي منطقة ريفية تقع في إيران في قسم. يقدر عدد سكانها بـ 3,991 نسمة .